# Reino Unido en el Festival de Eurovisión de Jóvenes Músicos
El Reino Unido ha participado en el certamen en 15 ocasiones.

## Participaciones
| 2020 | Zagreb     | No iba a participar | No iba a participar | No iba a participar | No iba a participar | No iba a participar | No iba a participar |
| 2018 | Edimburgo  | Maxim Calver        | VIOLONCHELO         |                     | -                   |                     |                     |
| 2016 | Colonia    | No participó        | No participó        | No participó        | No participó        |                     |                     |
| 2014 | Colonia    | No participó        | No participó        | No participó        | No participó        |                     |                     |
| 2012 | Viena      | No participó        | No participó        | No participó        | No participó        |                     |                     |
| 2010 | Viena      | Peter Moore         | TROMBÓN             |                     | 15º                 |                     |                     |
| 2008 | Viena      | Philip Achille      | ARMÓNICA            | 7º                  | 2º                  |                     |                     |
| 2006 | Viena      | Jennifer Pike       | VIOLÍN              | 7º                  | 3º                  |                     |                     |
| 2004 | Lucerna    | -                   | -                   |                     | -                   |                     |                     |
| 2002 | Berlín     | Sarah Williamson    | CLARINETE           | 2º                  |                     |                     |                     |
| 2000 | Bergen     | -                   | -                   |                     | -                   |                     |                     |
| 1998 | Viena      | Adrian Spillett     | PERCUSIÓN           | 3º                  |                     |                     |                     |
| 1996 | Lisboa     | -                   | -                   |                     | -                   |                     |                     |
| 1994 | Varsovia   | Natalie Clein       | VIOLONCHELO         | 1º                  |                     |                     |                     |
| 1992 | Bruselas   | Frederick Kempf     | PIANO               | 8º                  |                     |                     |                     |
| 1990 | Viena      | -                   | -                   |                     | -                   |                     |                     |
| 1988 | Ámsterdam  | David Pyatt         | TROMPA              | 5º                  |                     |                     |                     |
| 1986 | Copenhague | Alan Brind          | VIOLÍN              | 4º                  |                     |                     |                     |
| 1984 | Ginebra    | Emma Johnson        | CLARINETE           | 6º                  | -                   |                     |                     |
| 1982 | Manchester | Anna Markland       | PIANO               | 4º                  | -                   |                     |                     |

- Datos: Q14856599